# NGC 3727
NGC 3727 é uma galáxia lenticular (S0) localizada na direcção da constelação de Crater. Possui uma declinação de -13° 52' 42" e uma ascensão recta de 11 horas, 33 minutos e 40,9 segundos.
A galáxia NGC 3727 foi descoberta em 1886 por Frank Leavenworth.